# Cyphonia flavomaculata
Cyphonia flavomaculata är en insektsart som beskrevs av Albino Morimasa Sakakibara 1968. Cyphonia flavomaculata ingår i släktet Cyphonia och familjen hornstritar. Inga underarter finns listade i Catalogue of Life.